# Ecco mia moglie
Ecco mia moglie (That's My Wife) è un cortometraggio comico muto del 1929 con Laurel & Hardy.

## Trama
Ollio ospita da due anni il suo amico Stanlio a casa sua dove vive con sua moglie ma adesso la signora non ne può più dell'amico del marito perché "È disordinato e mangia l'uva a letto" e così, preparata la valigia, abbandona il marito, non prima di aver rovesciato due vasi di fiori nell'ingresso della casa, malgrado Ollio le ricordi che se il matrimonio finisse non potrebbero più ereditare dal ricco zio Bernal. Abbandonato dalla moglie, Ollio, allora, perde la pazienza e sfoga la rabbia su alcune suppellettili, imitato da Stanlio, che distrugge un vaso e che poi viene anche alle mani con l'amico. Relativamente calmatisi, Stanlio dice a Ollio che intende lasciare la casa e sale al piano di sopra a preparare i bagagli. Poco dopo, l'anziano zio Bernal suona alla porta di casa. Prima di farlo entrare, Ollio rassetta come può e poi riceve calorosamente lo zio il quale è venuto a fargli visita per conoscere la moglie che non ha mai incontrato prima. In questa situazione disperata, Ollio riesce a convincere il suo amico ad aiutarlo travestendosi da donna ed impersonando la sua signora perché se lo zio Bernal scoprisse che Ollio e la sua vera moglie si sono separati, l'eredità sfumerebbe. Così, Ollio presenta Stanlio come sua moglie Magnolia a suo zio dicendogli: "Non è un gran che da vedere ma è divertente!" A Stanlio, però, riesce difficile comportarsi da donna ed a nascondere i suoi atteggiamenti maschili: non sa mantenere l'equilibrio sui tacchi alti, non sa sedersi compostamente e vuole accettare un sigaro da zio Bernal. Lo zio, benché meravigliato, invita la "coppia" al ristorante e così i tre fanno il loro ingresso in un ristorante di lusso. Ollio, però cade, trascinando con se "la moglie" che perde il manubrio da palestra utilizzato per riempire il vestito all'altezza del petto. Una volta sedutisi, un cliente ubriaco inizia a corteggiare ed importunare la finta moglie di Ollio, arrivando a sedersi vicino a lei/lui. Ollio, volendo agire da vero marito agli occhi dello zio, rovescia sulla testa dell'ubriaco un piatto di zuppa, facendolo allontanare. La situazione si complica quando un cameriere ruba la preziosa collana di una signora. Il ristorante viene perquisito alla ricerca del gioiello e, così, il ladro lo nasconde nella scollatura posteriore del vestito di Stanlio. Questo causa una sensazione di fastidio alla finta Magnolia che chiede a Ollio di aiutarla: è l'inizio di una serie di situazioni esilaranti sotto gli occhi increduli dello zio, come sulla pista di ballo, quando Ollio agita con forza l'amico, ed anche ambigue, poiché i due si nascondono, venendo regolarmente scoperti, nei posti più strani per cercare di estrarre l'oggetto dal vestito di Ollio. La collana viene ritrovata dal personale del ristorante ma i due amici continuano a frugare nei vestiti di Stanlio. L'ultimo nascondiglio è dietro il sipario chiuso del piccolo teatro del ristorante cosicché quando questo si apre, tutto il pubblico può assistere alle strane manovre ed ai contorcimenti dei due, con Stanlio, semisvestito che perde anche la parrucca. È questa la goccia che fa traboccare il calice: stufo di tante stranezze, lo zio se ne va indignato, dicendo a Ollio che avrebbe lasciato tutta la sua fortuna all'ospedale per cani e gatti. Fuori del locale, Ollio si dispera per aver perso sia la moglie che i soldi dello zio. I guai, però, non sono ancora finiti, perché arriva l'ubriaco che si vendica, versandogli, a sua volta, una scodella di zuppa sul capo.

## Curiosità
In questo cortometraggio compare, nel ruolo dell'ubriaco che dà fastidio a Stanlio vestito da donna, il comico del muto Jimmy Aubrey.
Aubrey ha molto in comune con la coppia: il percorso artistico dei tre è tra loro parallelo e Oliver Hardy, molto tempo prima che si unisse con Stan, lavorò in un bel po' di film con Aubrey.
In Italia esiste una versione sonorizzata Rai(anni'80) col doppiaggio di Enzo Garinei e Giorgio Ariani che leggono le didascalie, e accompagnamento musicale di Piero Montanari.